# Vojnić
 Ovo je glavno značenje pojma Vojnić. Za naselje u Splitsko-dalmatinskoj županiji pogledajte Vojnić Sinjski.
Vojnić je općina u Hrvatskoj u Karlovačkoj županiji, 4764 st. (2011.). Općinsko središte Vojnić se nalazi 22 kilometra od Karlovca.

## Zemljopis
Naselje Vojnić je hrvatski gradić smješten podno Petrove gore koja nosi ime po hrvatskom kralju Petru Svačiću.

## Stanovništvo
Prema popisu stanovništva iz 2011. godine općina Vojnić ima 4764 stanovnika u 46 naseljena mjesta. Većinu čine Srbi (45 %), a brojni su i Hrvati (37 %). Ostali su doseljenici iz Bosne.
Općina Vojnić je imala sljedeći etnički sastav:
| godina popisa | ukupno | Srbi             | Hrvati         | Jugoslaveni  | ostali        |
| ------------- | ------ | ---------------- | -------------- | ------------ | ------------- |
| 2011.         | 4764   | 2130 (44,71 %)   | 1769 (37,13 %) | 0            | 865 (18,16 %) |
| 2001.         | 5495   | 2747 (49,99 %)   | 1980 (36,03 %) | 0            | 768 (13,97 %) |
| 1991.         | 8236   | 7366 (89,43 %)   | 116 (1,40 %)   | 158 (1,91 %) | 596 (7,23 %)  |
| 1981.         | 8908   | 7895 (88,62 %)   | 127 (1,42 %)   | 479 (5,37 %) | 407 (4,56 %)  |
| 1971.         | 9590   | 9146 (95,37 %)   | 188 (1,96 %)   | 131 (1,36 %) | 125 (1,30 %)  |
| 1961.         | 10.490 | 10.133 (96,59 %) | 299 (2,85 %)   | 14 (0,13 %)  | 44 (0,41 %)   |

### Vojnić (naseljeno mjesto)
| Vojnić             |               |                |               |               |               |
| godina popisa      | 2001.         | 1991.          | 1981.         | 1971.         | 1961.         |
| Hrvati             | 872 (75,43 %) | 51 (4,23 %)    | 39 (3,48 %)   | 72 (7,33 %)   | 80 (10,76 %)  |
| Srbi               | 254 (21,97 %) | 1056 (87,70 %) | 914 (81,60 %) | 831 (84,70 %) | 647 (87,07 %) |
| Jugoslaveni        | 0             | 30 (2,49 %)    | 141 (12,58 %) | 70 (7,13 %)   | 8 (1,07 %)    |
| ostali i nepoznato | 30 (2,59 %)   | 67 (5,56 %)    | 26 (2,32 %)   | 8 (0,81 %)    | 8 (1,07 %)    |
| ukupno             | 1156          | 1204           | 1120          | 981           | 743           |

- CD rom: "Naselja i stanovništvo RH od 1857-2001. godine", Izdanje Državnog zavoda za statistiku Republike Hrvatske, Zagreb, 2005.

| broj stanovnika | 9976  | 10535 | 9783  | 11205 | 11879 | 12351 | 12014 | 13563 | 9947  | 10906 | 10490 | 9590  | 8908  | 8236  | 5495  | 4764  | 3602  |
|                 | 1857. | 1869. | 1880. | 1890. | 1900. | 1910. | 1921. | 1931. | 1948. | 1953. | 1961. | 1971. | 1981. | 1991. | 2001. | 2011. | 2021. |

| broj stanovnika | 336   | 355   | 337   | 406   | 476   | 511   | 509   | 441   | 488   | 732   | 743   | 981   | 1120  | 1204  | 1156  | 1221  | 1099  |
|                 | 1857. | 1869. | 1880. | 1890. | 1900. | 1910. | 1921. | 1931. | 1948. | 1953. | 1961. | 1971. | 1981. | 1991. | 2001. | 2011. | 2021. |

## Povijest
U općini Vojnić još u srednjem vijeku postojala je hrvatska plemenita općina Kolarić, u kojoj su svi stanovnici bili plemeniti-slobodni seljaci. Titulu im je podario hrvatsko-ugarski kralj Bela IV. Od nastanka hrvatskog gradića Vojnića u protuturskim ratovima, on je imao ulogu obrambenog grada prema Bosni i Hercegovini.
Povijest ovog kraja dobro je vidljiva i na nizu kulturno-povijesnih spomenika i važnijih lokaliteta prije svih tu je Petrova Gora, na kojoj je 1097. poginuo Petar Svačić. U novijoj povijesti na Petrovoj Gori, ističe se monumentalni spomenik i partizanska bolnica. Tu je stari grad Klokoč te još niz drugih vrlo značajnih objekata i lokacija.
Ime Vojnić spominje se puno ranije, ali najstariji su tragovi naseljenosti ovog područja iz kasnoga brončanog doba. To potvrđuju arheološki nalazi iz 11. stoljeća prije Krista s područja Lisina koji pripadaju tzv. lasinjskom kulturnom krugu. Ta kultura nastala je razvojem lokalnih kulturnih tradicija, a traje sve do kasnoga brončanog doba. Nakon toga na području od Kupe do Petrove Gore, živjelo je panonsko ilirsko pleme Breuci (Brajci). Rimskim osvajanjem započinje novo razdoblje u povijesti ovih područja. Rimljani grade prometnice, a jedna od njih dijelom je prolazila kroz ovo područje. To je «via vita», cesta koja život znači, od Senja do Siscije (Sisak). Do sada su pronađeni rimski ostaci na području Klokoča, Krstinje i Petrove Gore.
Nakon pada Zapadnoga Rimskog Carstva godine 476. u ovim krajevima smjenjuju se kratkotrajne vladavine Gota i Langobarda, velikom seobom naroda dolaze Avari i Hrvati, a Hrvati se i trajno naseljavaju. Početkom 9. stoljeća ovo područje potpada pod franačku vlast. Tada je pokršten narod, što je najvažniji događaj hrvatske ranosrednjovjekovne povijesti. Na prijelazu u 10. stoljeće na današnje se prostore doseljavaju Mađari. Njihove pretenzije da se šire preko Drave i dalje prema jugu zaustavlja kralj Tomislav, koji ujedinjuje južnu i sjevernu Hrvatsku. Ugarske pretenzije i dalje se nastavljaju te njihov kralj Ladislav I. 1091. godine osvaja Panoniju do Gvozda.
U 12. stoljeću ovo područje, južno od Kupe, pripadalo je Goričkoj županiji kojom su upravljali knezovi Babonići, a u 13. i 14. stoljeću knezovi Frankopani. Do početka 15. stoljeća ova područja naseljavao je isključivo hrvatski živalj. Poslije pada bosanskog kraljevstva (1493. g.), počeli su upadi Turaka na prekokupska područja. Vlastela je, da bi zaštitila svoje posjede držala straže u utvrđenim gradovima Klokoču i Krstinji. Unatoč junačkom oporu, poharane su i popaljene mnoge plemenite općine i samostani (Zlat, Petrovac) Tako stradavaju: Krstinja 1575. g. Smrčković (Vojnić) 1576. g., Petrovac 1584. g. i Klokoč 1952. g. Mnogi plemići skupa s narodom pritisnuti svakodnevnim turskim upadima napuštaju svoju postojbinu i sele u krajeve sjeverno od Kupe. U 16. i 17. stoljeću, ovi predjeli bivaju pusti i nenaseljeni, sve do kraja 17. i početka 18. stoljeća kada krajiška upava počinje s naseljavanjem uskoka koji su pod turskom silom bježali iz Bosne i Pounja.
Za popisa stanovništva iz 1768. godine, najveći dio naselja Vojnića, sela Kuplensko, Klokoč, Johovo, Miholjsko, Krstinja, Široka Rijeka, Ključar, Gornji i Donji Vojnić pripadao je Slunjskoj krajiškoj pukovniji. Imanju grofa Draškovića pripadala su te godine sela s ovog područja: Bukovica, Mandić Selo, Gačeša Selo, Podsedlo, Brdo i Kartalija Selo. Posjed grofa Draškovića pripojen je 1784. godine Vojnoj krajini.
Naselje Vojnić razvija se, u njemu se gradi pravoslavna crkva, carsko-kraljevska škola i općinski žitni magazin. Godine 1835. Vojnić je imao 32 kuće i 333 stanovnika.
Kasnije, 1881. godine, manifestom cara Franje Josipa I. proglašeno je konačno sjedinjenje Vojne krajine s Hrvatskom. Razvojačenjem Vojnić i okolica postali su kotar unutar Modruško-riječke županije. Kotar su činile općine Brilović, Krnjak, Krstinja, Perjasica, Vojnić i Vukmanić. Na čelu je bio veliki župan kojeg je postavo kralj Franjo Josip I. Nakon drugog svjetskog rata, općina Vojnić će se smanjiti na područje Vojnića i Krstinje ,dok Vukmanić i Krnjak pripadaju Karlovcu,a Barilović i Perjasica Dugoj Resi.
Zbog teške političke i ekonomske situacije na prijelazu iz 19. u 20. stoljeće i ovdje kao i drugdje počinje masovna ekonomska migracija, najviše u Ameriku, a sve se nastavlja i u Prvome svjetskom ratu. Smanjenju broja stanovnika prinosi i odlazak u austro-ugarsku vojsku i na solunsku bojišnicu, gdje su mnogi stradali.
U Drugom svjetskom ratu Petrova Gora i vojnićko područje bili su jedno od najznačajnijih uporišta NOB-a. Već u listopadu 1941. na Petrovoj Gori počinje rad OK KPH za Karlovac i CK KPH te drugih institucija tadašnjega oslobodilačkog pokreta. Za rata ondje je radilo osam partizanskih bolnica, partizanska tiskara, vojno-mehaničke radionice, kovačnice, ljekarna, kožara i pekarnica. Vojnić je oslobođen u siječnju 1942. godine. Nakon rata donesena je odluka o obnovi Vojnića. Tadašnji je plan sadržavao potpuno novu vizuru Vojnića kao središnjeg naselja. Dok su prije rata glavne zgrade bile smještene uz glavnu prometnicu, novi je plan preseliti mjesto sa svim pratećim sadržajima izvan tog područja. Planirana je bila gradnja 103 kuće prema projektu A. Feudenreicha sa svim podrebnim javnim servisima kao što su dom kulture, crkva, vježbalište, združni dom, vrtić, pošta, kupalište, zdravstvena ustanova, sajmište..., a i mogućnosti za širenje naselja. Realizacija tog plana započela je 1946. godine, ali nikad nije dovršena.
U vrijeme Domovinskog rata, općina Vojnić bila je pod nadzorom pobunjenih hrvatskih Srba, čime se našla u nemirnu području i nije imala uvjete za gospodarski razvoj. Nakon rata i odlaska srpskog stanovništva, na ovo područje doseljava se izbjeglo i prognano stanovništvo iz Bosne i Hecegovine i drugih krajeva Hrvatske.

## Gospodarstvo
Općina Vojnić je vrlo bogata prirodnim resursima. Osim šume koje ima u izobilju, na području općine Vojnić postoje kamenolomi u selu Kupljensko. Također, u Vojniću je 1968. otvorena tvornica keramičkih pločica koja je nedavno zatvorena. Osim keramike, u Vojniću je postojao pogon karlovačke Jugoturbine 8.mart koji je radio do 1995. godine. Jedini preostali industrijski pogon je pilana u Vojniću u sklopu tvtke Ema drvo d.o.o.

## Poznate osobe
- Miloš Hrstić, bivši nogometaš Rijeke, Deportiva i ljubljanske Olimpije.
- Milisav Dakić, narodni heroj
- Božidar Dakić, narodni heroj
- Dušan Vergaš, narodni heroj
- Dušan Pekić, narodni heroj
- Miloš Matijević-Mrša, narodni heroj

## Spomenici i znamenitosti
- Petrova gora, na kojoj je 1097. godine poginuo Petar Svačić.
- Stari grad Klokoč
- Spomenik na Petrovoj gori
- Centralna partizanska bolnica

## Obrazovanje
Osnovna škola Vojnić (nekadašnja OŠ Žarko Ćuić Vojnić)

## Kultura
SKD Prosvjeta-pododbor Vojnić

## Šport
- NK Petrova gora
- Ženski nogometni klub "Prve laste"
- NK Vojnić '95

## Vanjske poveznice
- Službena stranica